# Национальный военный музей Нидерландов
Национальный военный музей (нидерл. Nationaal Militair Museum, NMM) — музей военной техники, расположенный вблизи города Сустерберг в Нидерландах.
Официальное открытие состоялось 11 декабря 2014 года с участием короля Нидерландов Виллема-Александра, для посетителей открыт с 13 декабря 2014 года. Музей создан на основе экспонатов бывшего Музея армии (Legermuseum) в Делфте и Музея военной авиации (Militaire Luchtvaart Museum), ранее находившегося на этом же месте в Сустерберге.
Коллекция экспонатов насчитывает значительное количество образцов вооружения и военной техники разных стран мира, в том числе времён Первой и Второй мировых войн, а также послевоенного периода.

## Галерея

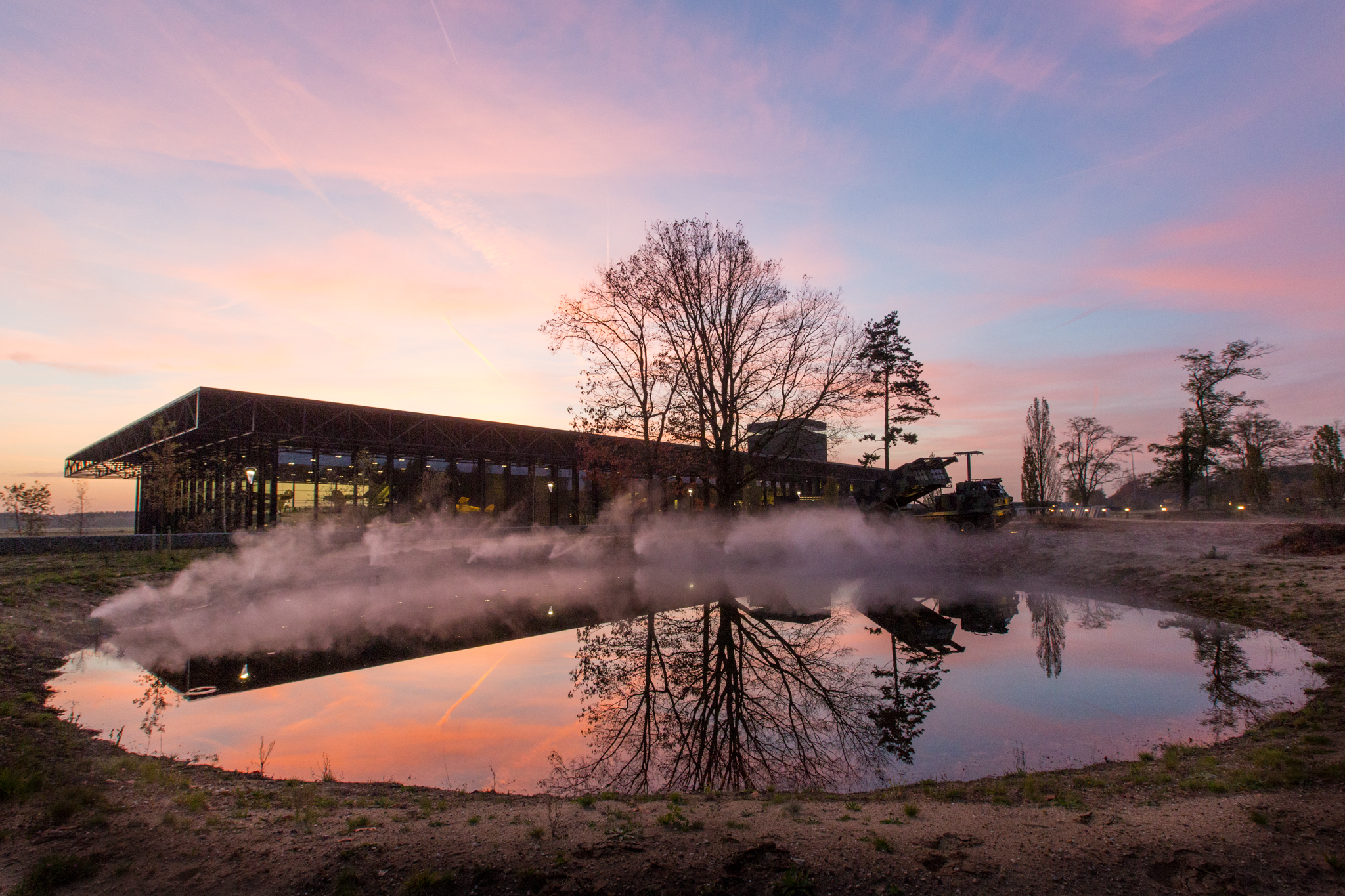
Здание музея.
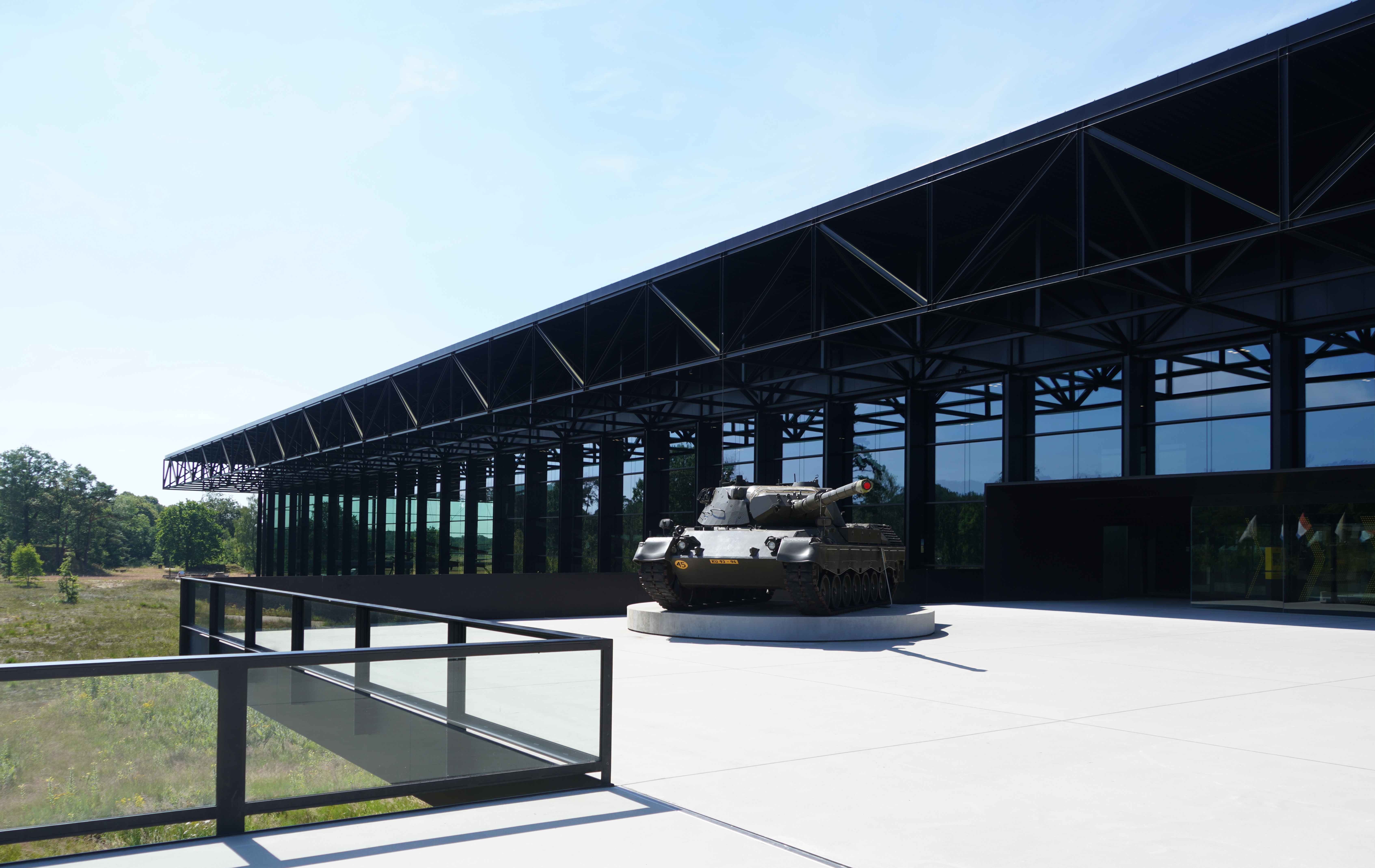
Вход в музей.
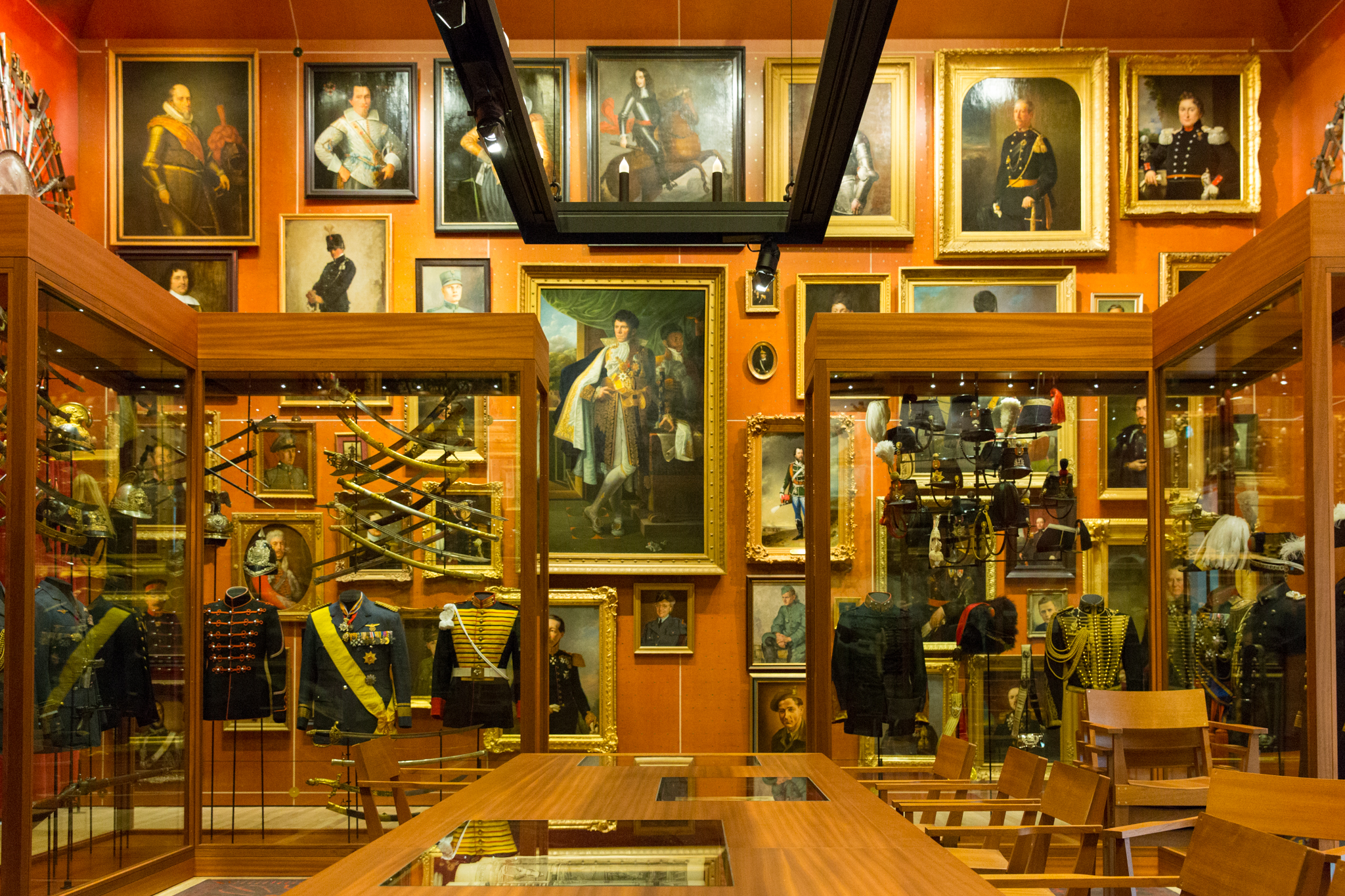
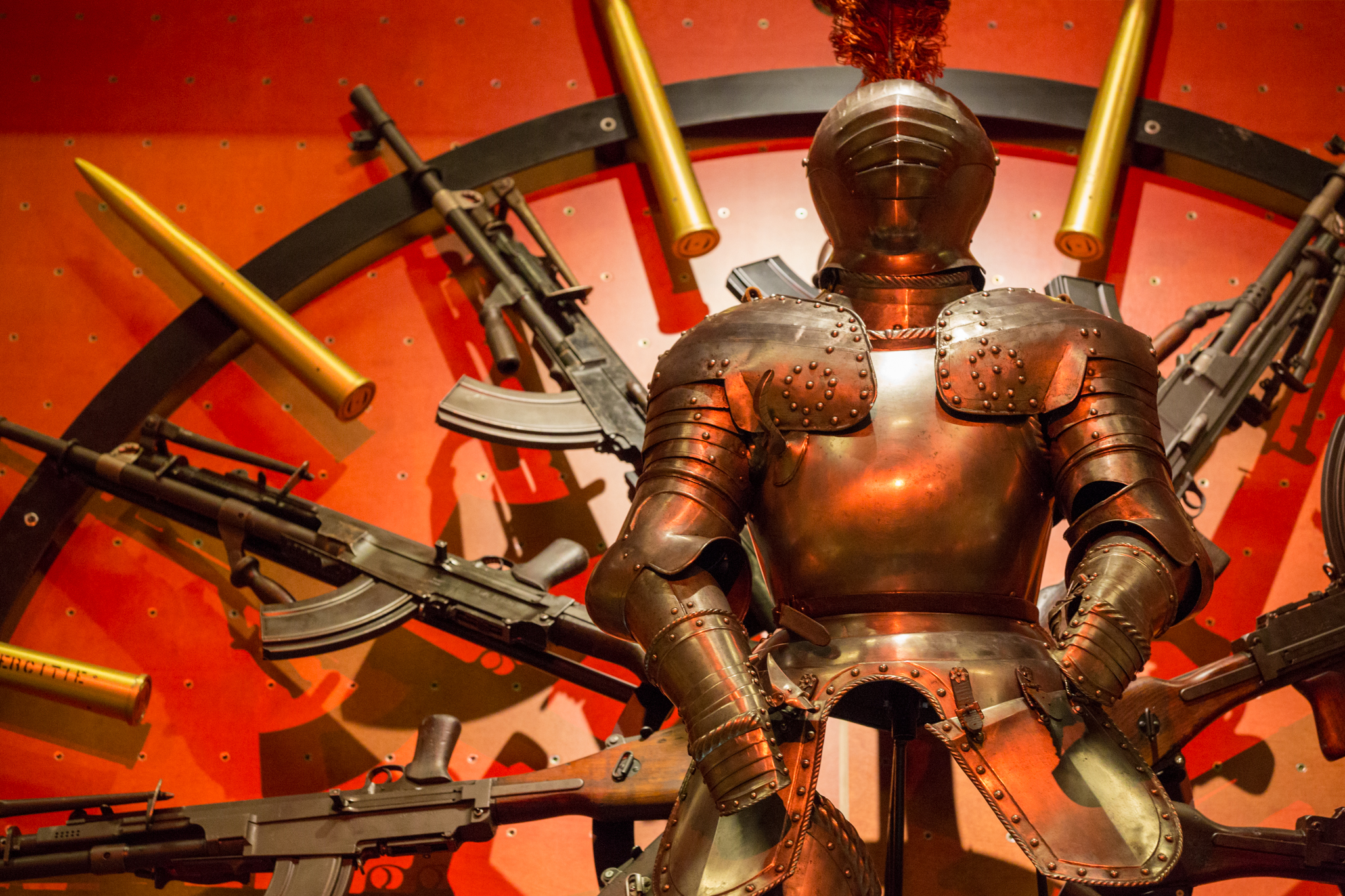
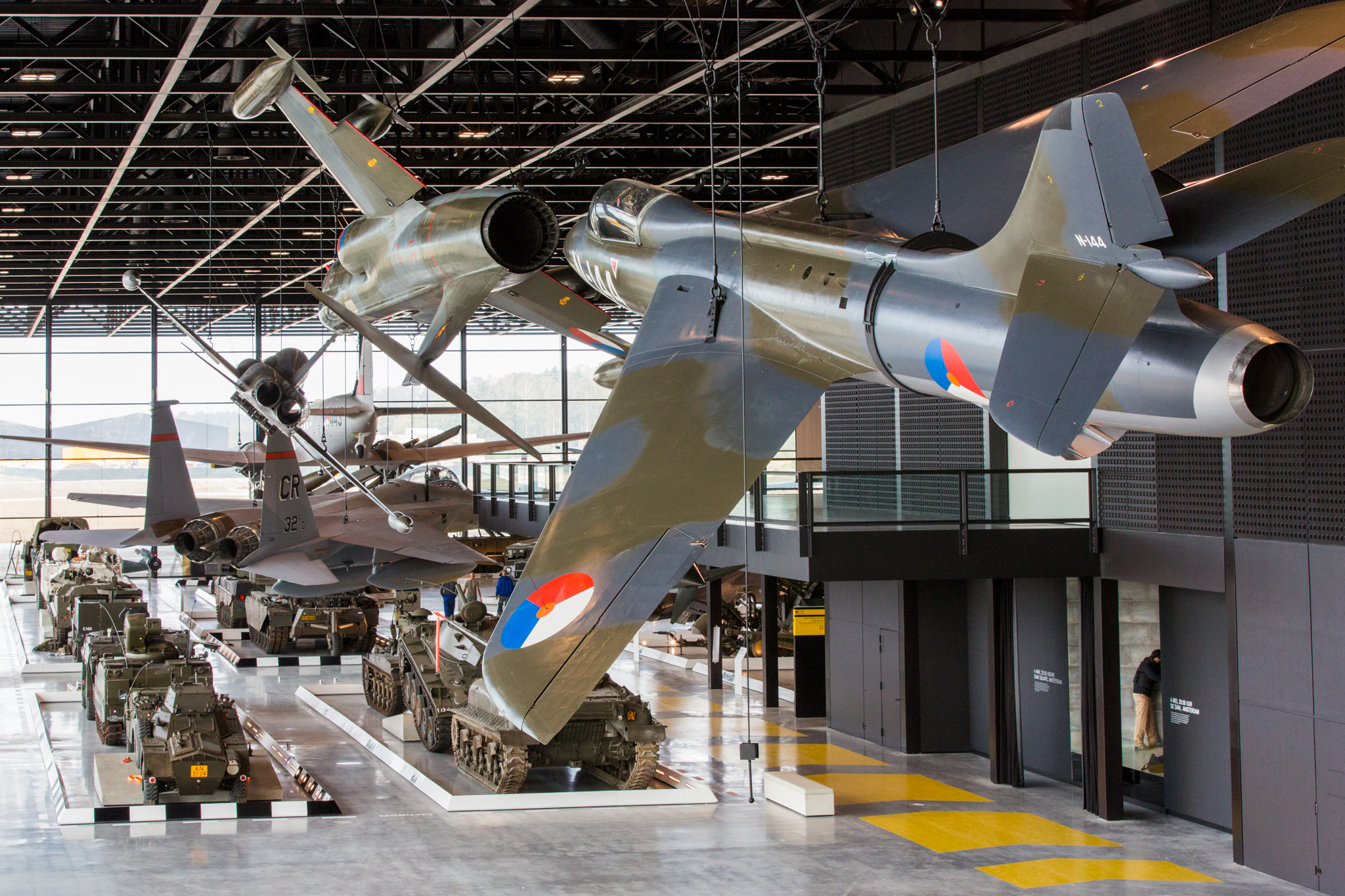
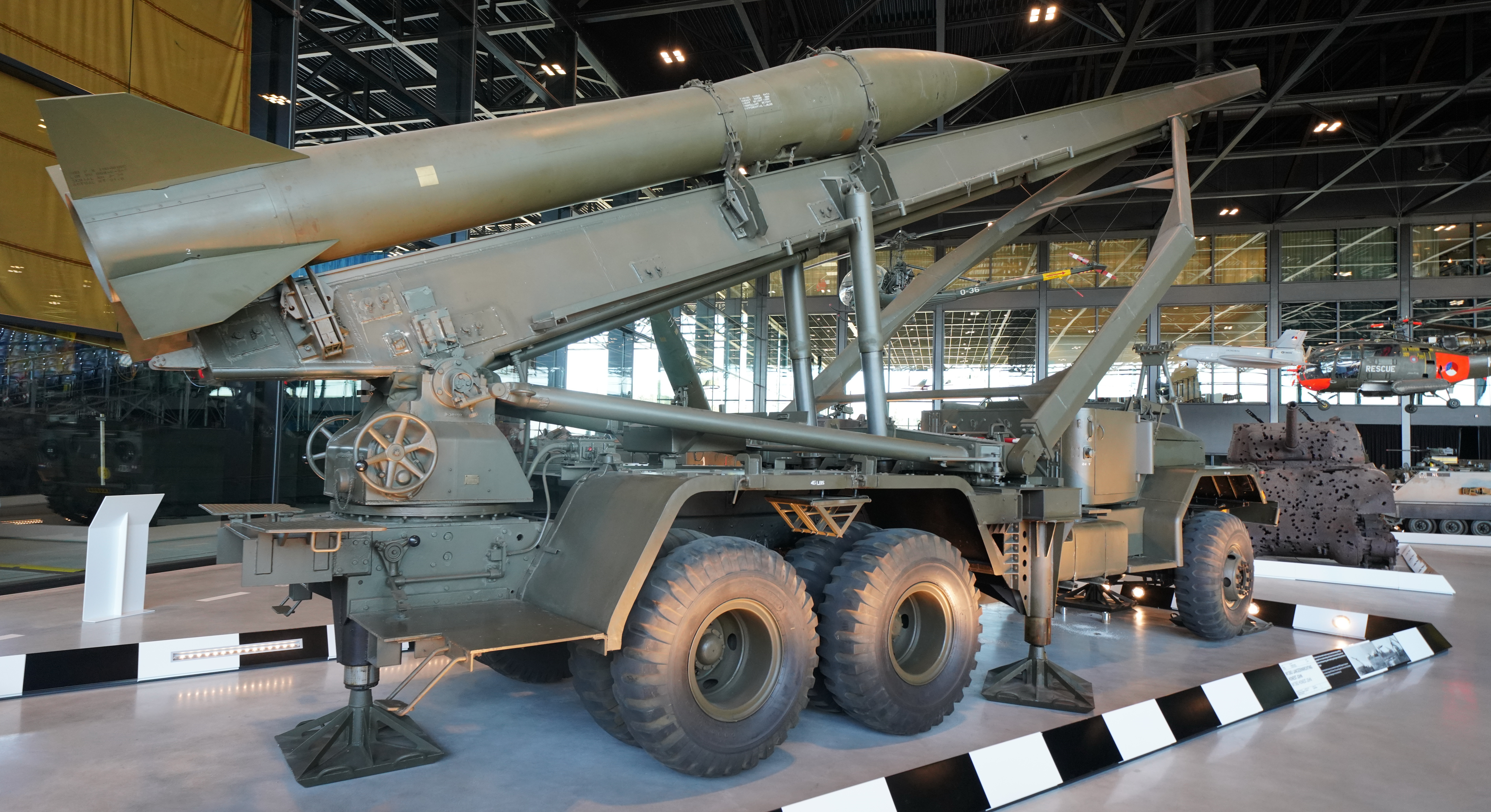
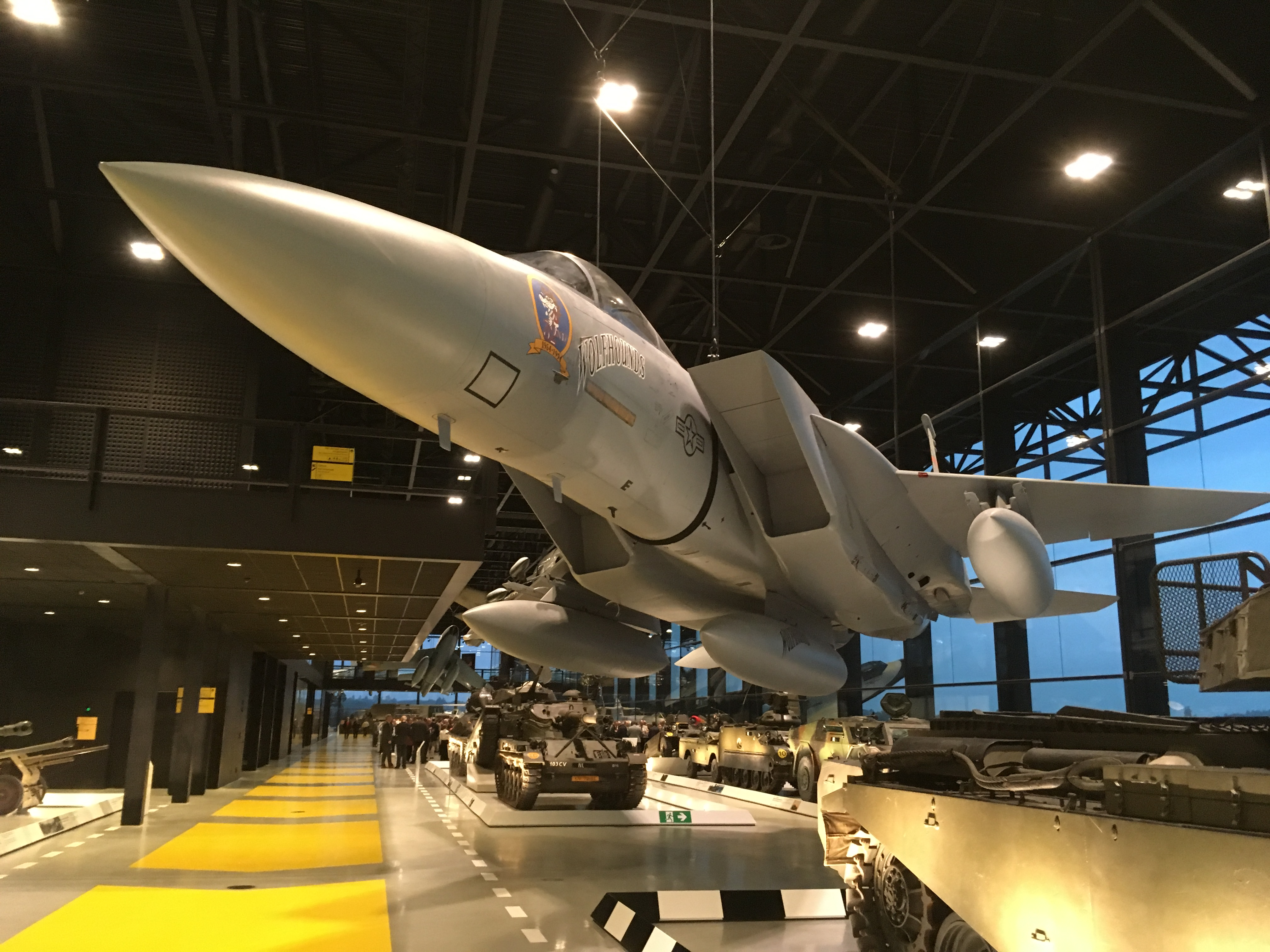
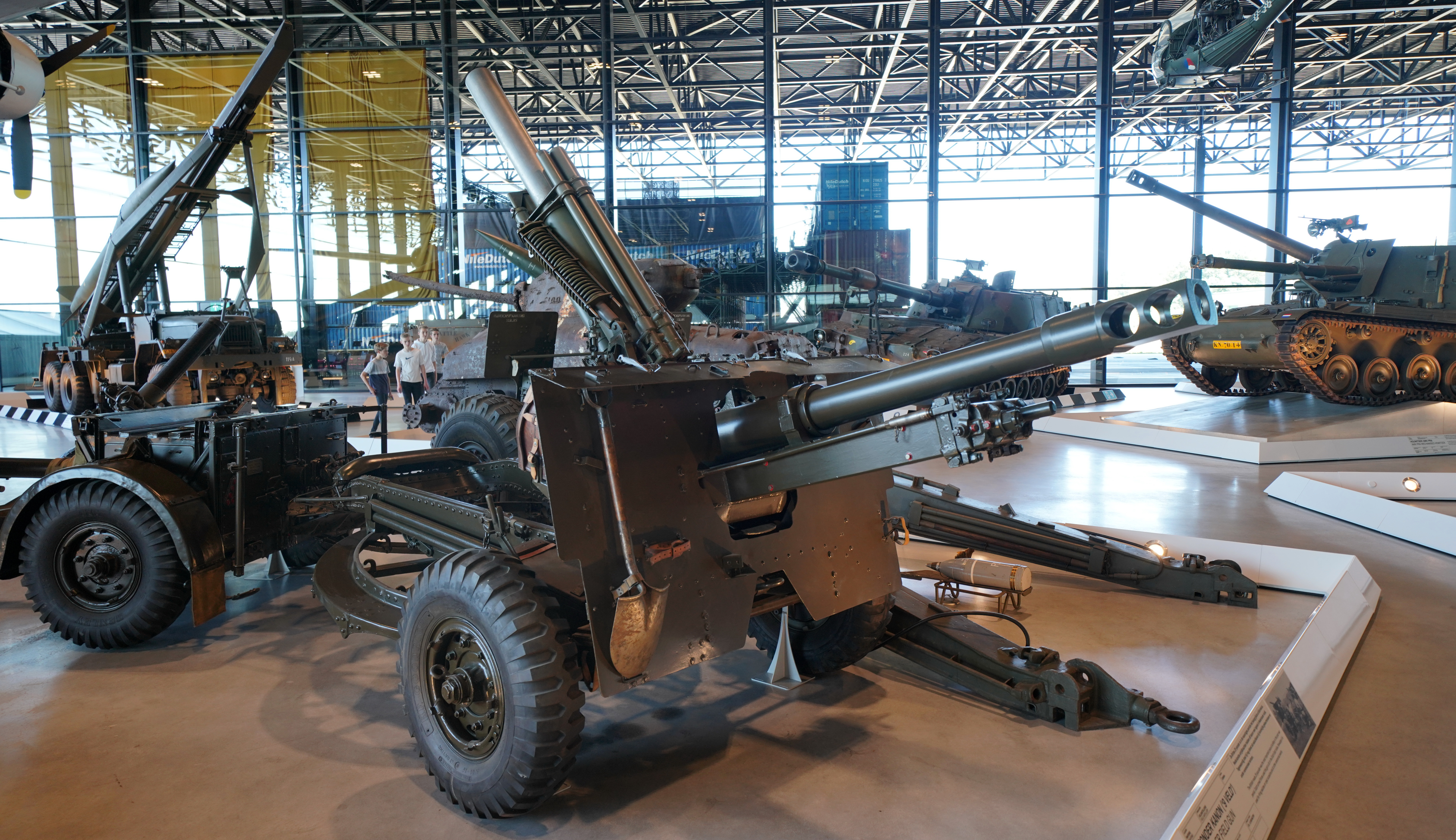
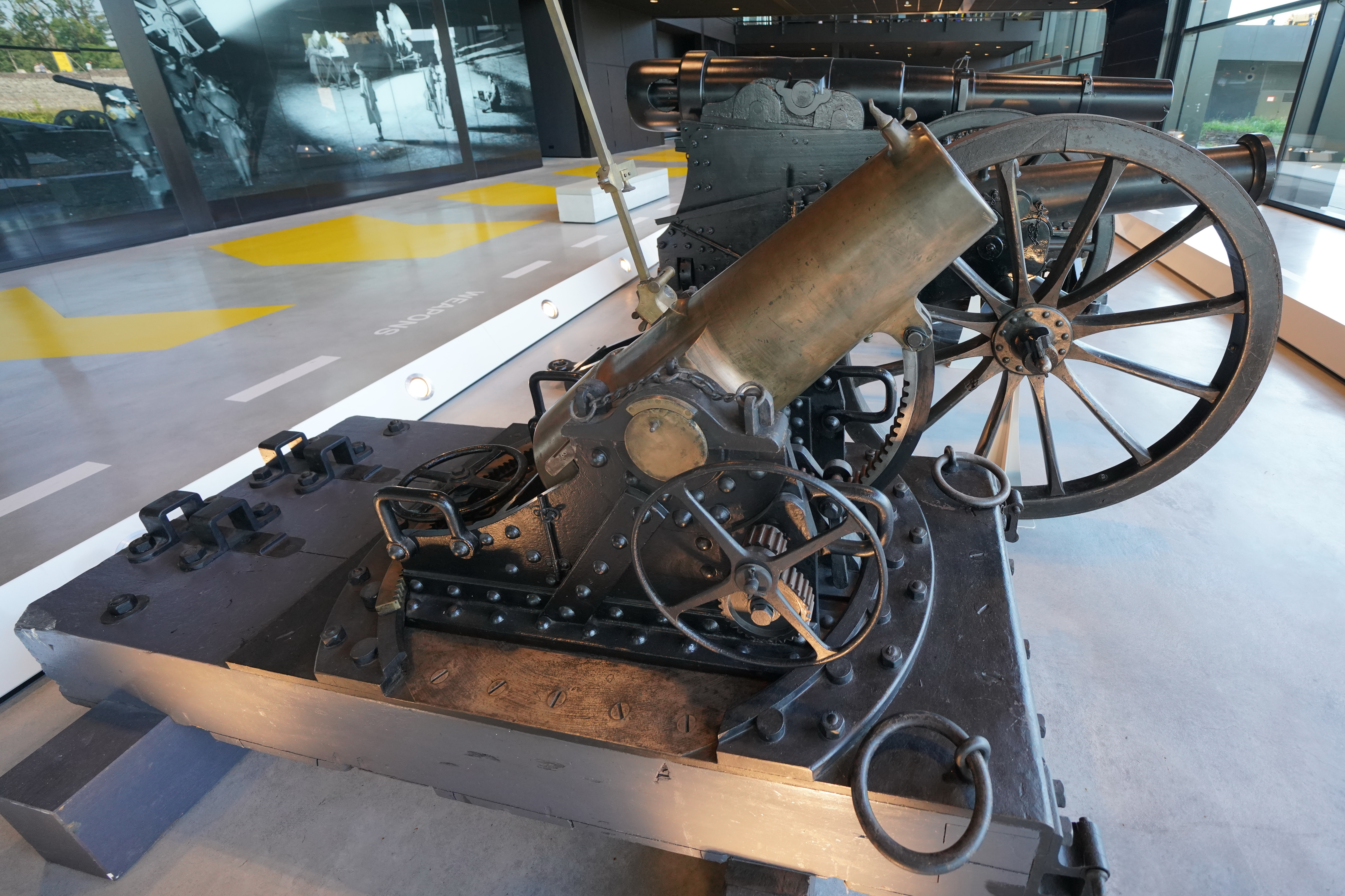